# Eisbrecher

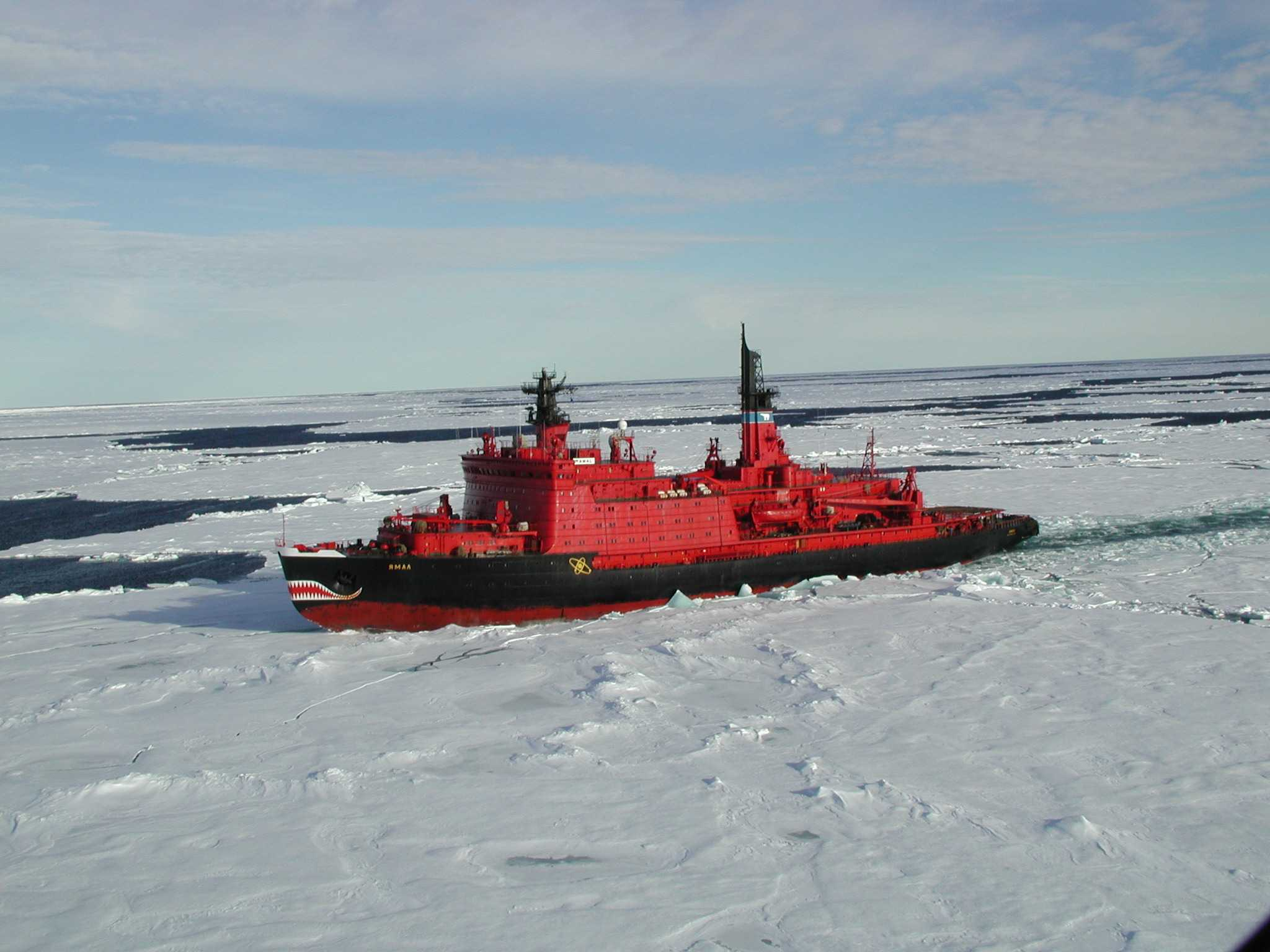
Russischer Atomeisbrecher Yamal der Arktika-Klasse

Ein Eisbrecher ist ein Schiff, das speziell dafür konstruiert und ausgerüstet ist, durch die zugefrorene See oder zugefrorene Flüsse zu fahren. Diese Fahrt kann für den Eisbrecher selbst mit seiner Ladung erfolgen, oder um anderen Schiffen eine Fahrrinne freizubrechen und schiffbar zu halten.

## Eigenschaften

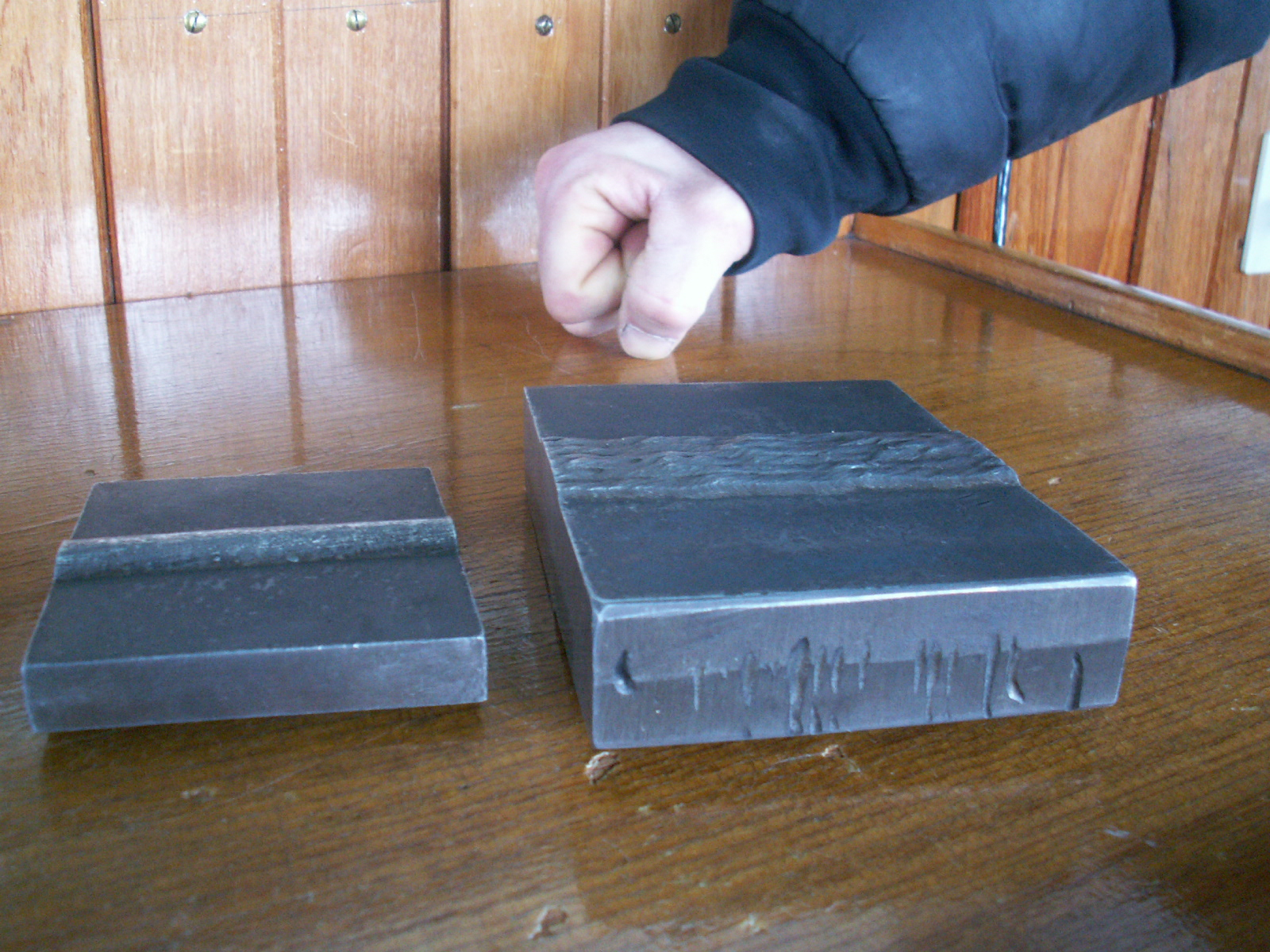
Materialprobe – mit Schweißnaht – der Außenwand eines Eisbrechers (rechts von der Sampo) im Vergleich zur dünneren eines Standardschiffs gleicher Größe (links)

Mehrere Bedingungen muss ein Eisbrecher gegenüber normalen Schiffen erfüllen:
- er soll eine Bug- und Rumpfform haben, die nicht nur das Eis bricht, sondern die gebrochenen Eisstücke auch derart unter oder über das Festeis schiebt, dass eine offene Fahrrinne zurückbleibt.
- die Schiffsaußenhaut muss besonders stabil gebaut sein, um nicht von den Eismassen zerdrückt zu werden.
- spezielle Rumpfformen müssen sicherstellen, dass es nicht zu rechtwinkligen Eispressungen kommen kann, wenn der Eisbrecher selbst einmal festsitzt;
- die Motorleistung muss ausreichend sein, den Vortrieb auch unter schweren Bedingungen zu gewährleisten;
- Propeller und Ruder müssen so angebracht sein, dass sie nicht durch die Eisbrecharbeit gefährdet werden.

### Der Rumpf
Der Rumpf eines im Eis fahrenden Schiffes bedarf einer Eisverstärkung: Stärkere Beplankung innerhalb des Tauchbereichs des Rumpfes, durchgängig doppelte Verschweißung der Außenhaut, verstärkte Innenspanten und engerer Spantenabstand. Eisbrecher sind im Verhältnis zu ihrer Größe besonders breite Schiffe, um eine möglichst breite Fahrrinne zu erzeugen.

### Der Bug

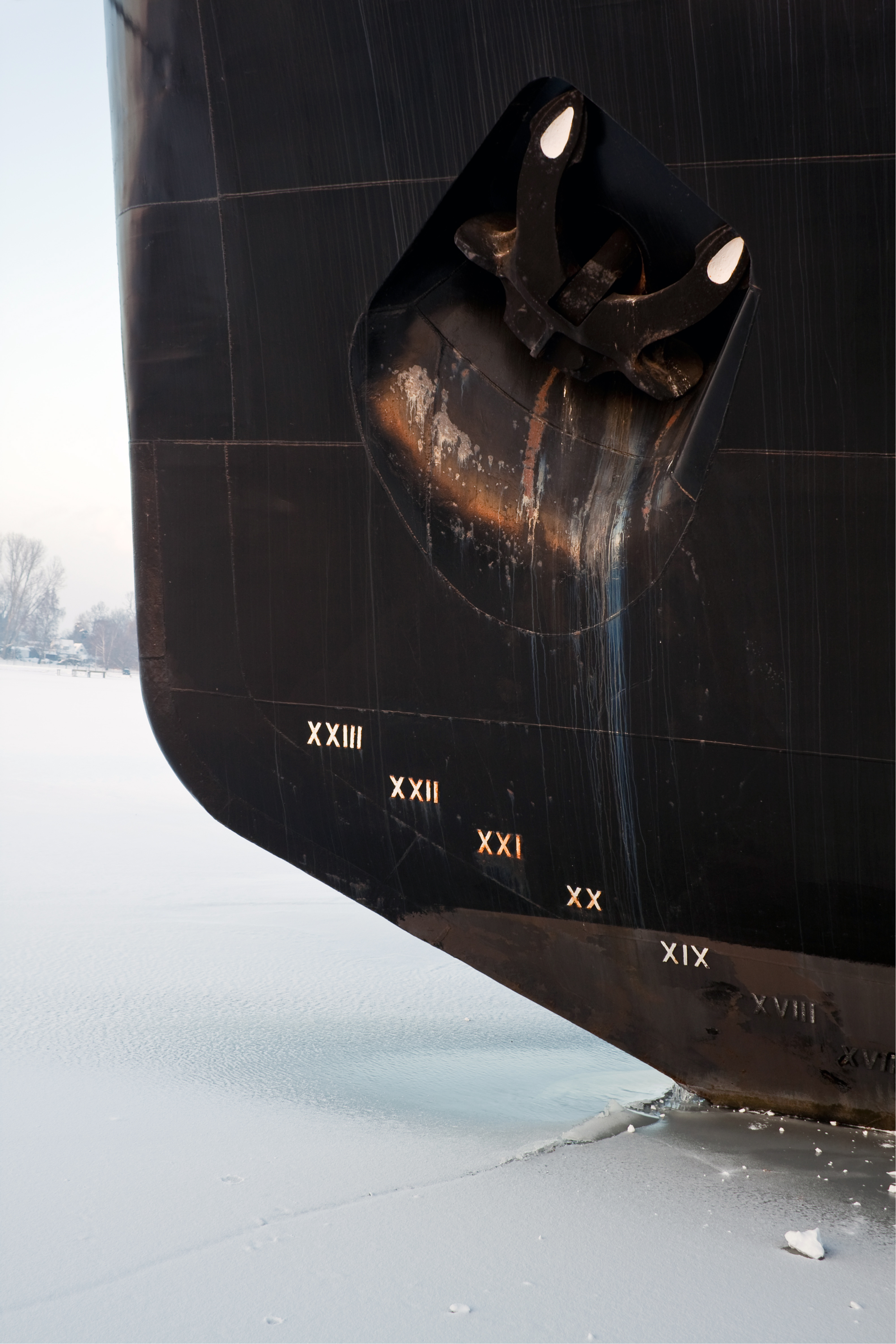
Schräg-lineare Schneidkante am Eisbrecherbug

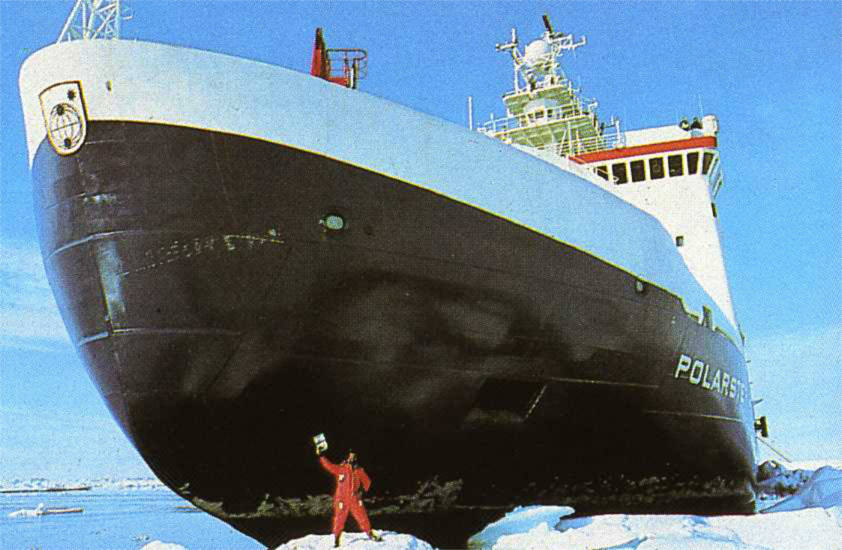
Eisbrecherrumpf: Bug der Polarstern

Der Bug ist normalerweise so geformt, dass das Eis nicht von einer scharfen Bugkante wie von einem Messer zerschnitten, sondern von der flachen und gewölbten Bugunterseite nach unten gedrückt wird, so dass sich der Eisbrecher auf das Eis schiebt und es unter seinem Gewicht zerbricht. Die Form des Bugs muss gewährleisten, dass die Eisbruchstücke um den Schiffsrumpf weit herumgedrückt werden und nicht den Propeller oder das Ruder beschädigen. Ein Auftürmen des gebrochenen Eises zu Schollen vor dem Bug würde den Eisbrecher stark behindern oder zum Stillstand zwingen. Durch verbesserte Bugformen brauchen moderne Eisbrecher nur noch die Hälfte der Maschinenleistung früherer eisbrechender Schiffe.
Ein anderer Weg wird bei den Thyssen-Waas-Eisbrechern gegangen. Thyssen-Waas-Eisbrecher besitzen eine patentierte Bugform, mit der ein völlig eisfreier Kanal hinter dem Schiff geschaffen werden kann. Bei diesen Eisbrechern wird das Eis von zwei links und rechts des Rumpfs angebrachten Schneiden zerschnitten. Die Bruchstücke werden dann mit Pressluft unter das benachbarte Eis geschoben. Bisher wurden zwei Eisbrecher mit diesem Spezialbug erfolgreich umgebaut. Mit dem optimierten Bug kann dabei mit gleicher Motorenleistung die zweifache Eisbrechleistung der doppelten Eisdicke erreicht werden. Ein weiterer Vorteil ist, dass diese Eisbrecher sowohl in Salz- als auch in Süßwasser eingesetzt werden können. Da sie das Eis schneiden und sich nicht auf das Eis schieben, ändert die unterschiedliche Eintauchtiefe in Salz- oder Süßwasser den zugrundeliegenden Mechanismus nicht.
Diese Eisbruchmechanik ist eine Weiterentwicklung der Dreischneiden-Technik, bei der durch einen breiten Bug, die Seitenschneiden, die Kiellinie und eine spezielle Gestaltung des Unterschiffs das Eis im Wesentlichen möglichst nur in zwei Plattenbrüche zerlegt und durch den Bug und das Unterschiff unter das benachbarte Eis verdrängt wird. Diese Technik sichert seit den 1990er Jahren eine eisfreie Rinne wesentlich länger als frühere Techniken, die den Nachteil haben, dass Eisbruchstücke in der Rinne schnell wieder zusammenfrieren können. Unter das Nachbareis verdrängter Eisbruch liefert keine Kristallisationskeime in der gebrochenen Fahrrinne.

### Die Leistung
Die Motorleistung eines Eisbrechers ist höher im Vergleich zu anderen Schiffen gleicher Größe, um das Eis vor ihm brechen zu können. Abhängig von ihren eisbrechenden Leistungen werden Eisbrecher in Eisklassen eingeteilt.

## Eisbrechtechnik

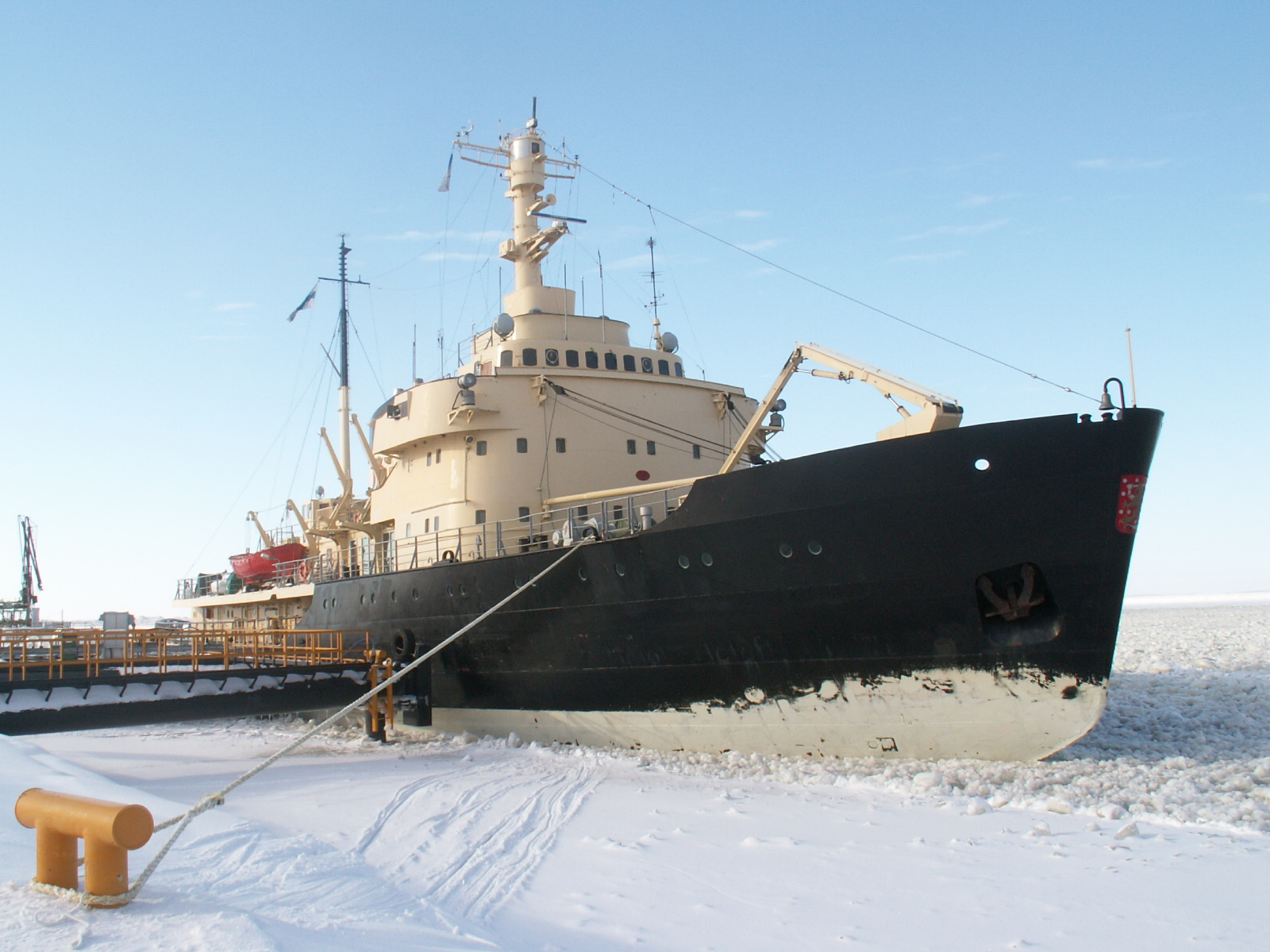
Die heute als „Passagier-Eisbrecher“ genutzte Sampo im Hafen von Kemi

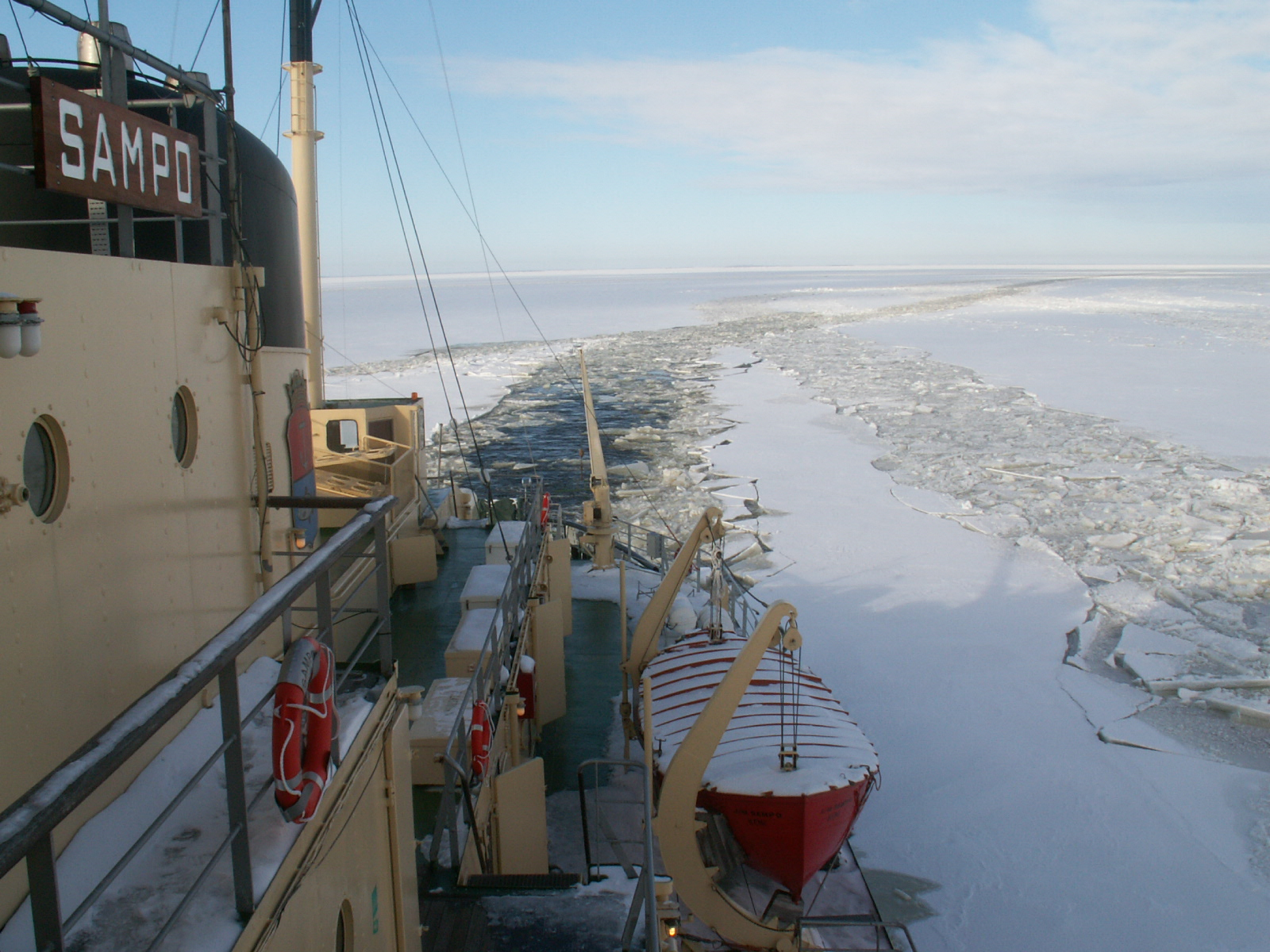
Ausblick in die Fahrrinne hinter dem Eisbrecher Sampo in etwa 50 cm dickem Eis

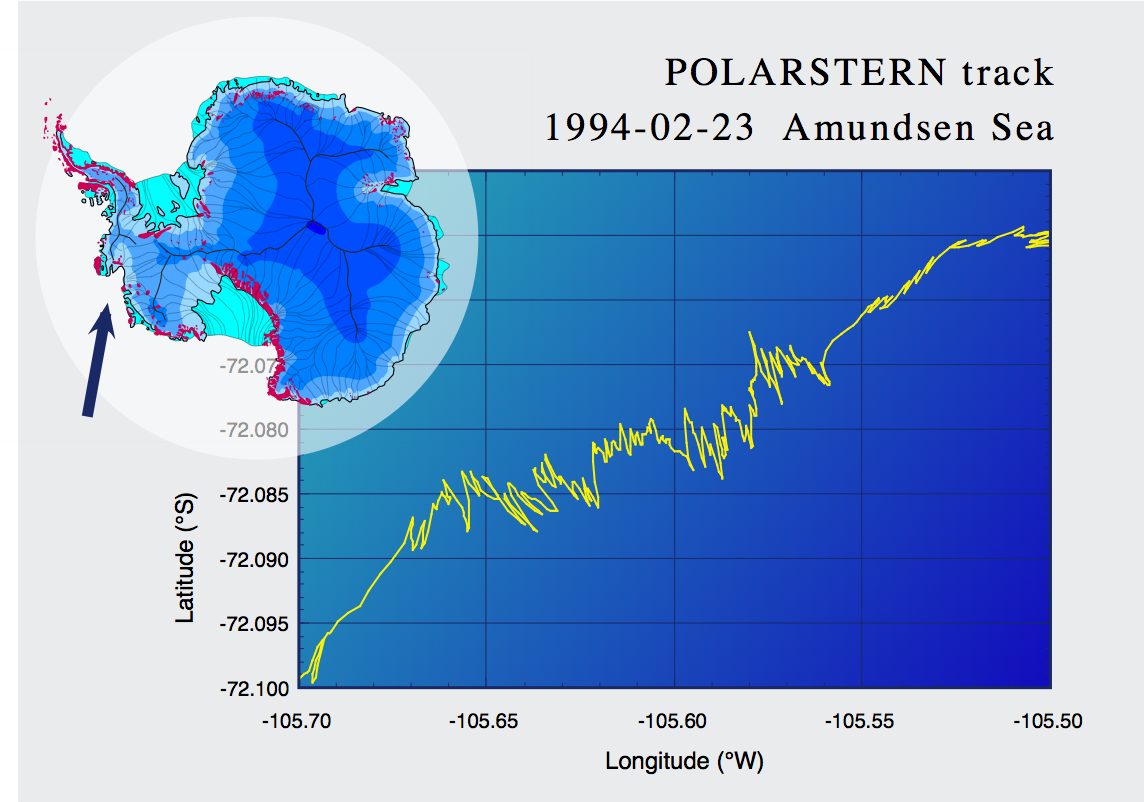
Tageskurs des Forschungsschiffes Polarstern beim Rammeisbrechen im Südpolarmeer

Sollte das Gewicht und der Schwung des Schiffs, der Schub der Schraube(n) alleine nicht ausreichen, um die Eismassen zu zerbrechen, kann noch ein besonderer Stampfmechanismus zur Unterstützung zugeschaltet werden. Eine Methode, das Stampfen zu erzeugen, besteht darin, große Wassermassen zwischen Tanks in Bug und Heck des Eisbrechers hin- und herzupumpen, wodurch das Schiff ins Schwingen gerät (Nickschwingungen, „Stampfen“) und die auf das Eis drückende Kraft zeitweise vergrößert wird.
Eine weitere Variante verschiedener atomgetriebener russischer Eisbrecher ist es, durch im Kühlkreislauf erzeugten überspannten Wasserdampf das vorderschiffs liegende Eis anzuschmelzen. Unter günstigsten Voraussetzungen kann damit (auf Kosten der Geschwindigkeit) die maximal überwindbare Eisdicke nahezu verdoppelt werden. Dieses Verfahren ist allerdings umstritten und nicht in allen Gewässern zugelassen, da dadurch die direkt unter dem Eis liegende Meeresflora besonders auf viel befahrenen Routen stark beschädigt wird.
Als weitere Stampf-Methode kann ein sogenannter Hammer eingesetzt werden. Dies sind zwei schwere Schwungmassen, die an Armen im Bug in entgegengesetzte Richtung um eine horizontale Achse rotieren. Ihr Lauf ist so synchronisiert, dass beide Hammerköpfe zugleich unten und zugleich oben sind. So addieren sich die vertikalen Schwungwirkungen der Hämmer und neutralisieren sich die vertikalen im Wesentlichen. Sind beide Hämmer unten ist der Schiffsbug gegengleich etwas angehoben. Laufen die Hämmer nach oben, wird der Bug als Reaktion nach unten gedrückt und hämmert gewissermaßen auf das Oberflächeneis um dieses zu brechen. 
Ein moderner Eisbrecher wird durch geschützte Schrauben beidseitig, nämlich an Bug und Heck angetrieben und zusätzlich durch seitliche Strahldüsen gegen Querversatz stabilisiert.
Aus unter der Wasserlinie liegenden Löchern im Rumpf kann zusätzlich Luft geblasen werden, um durch die aufsteigenden Blasen Eis zu brechen. 
Beide Stampftechniken, also das schnelle Umpumpen großer Wassermengen zwischen den Trimmtanks sowie das Stampfen mittels schwerer Unwuchtmassen, haben einen weiteren Vorteil: Die eingetauchten Flächen der Bordwand sind beim Auftauchen mit Wasser benetzt, das wie ein Schmierfilm zwischen Bordwand und Eis wirkt. Die Stampfmechanismen haben auch die Aufgabe, den Eisbrecher selbst zu befreien, wenn er sich festgefahren hat.
Bei großen Eisstärken oder im Packeis kann die Schiffsgeschwindigkeit durch den hohen Eiswiderstand gegen Null gehen. In diesem Fall muss der Eisbrecher zurücksetzen und einen neuen Anlauf fahren. Dieses unter Umständen mehrfache Zurück- und Vorausgehen nennt man „Boxen“.
Ein Hubschrauber gehört heutzutage bei großen Eisbrechern zur Ausrüstung, um im Notfall die Verbindung zum Festland zu gewährleisten, aber vor allem, um die Eisverhältnisse zu erkunden und so die optimale Route des Schiffes festzulegen.

## Verhalten auf offener See
Auf Grund des schlechten Verhältnisses von Breite zur Länge, eines kurzen Kiels und des auf Eisbruch ausgelegten Antriebs verhält sich ein Eisbrecher auf offener See ausgesprochen ungemütlich. Er neigt stark zum Rollen und ist in stürmischer See schwer zu manövrieren. Man versucht bei einigen neuen Eisbrechern, dieses Problem mit Ballasttanks zu minimieren.
Auch die breite Form des Bugs, der nicht in der Lage ist, hohe Wellen elegant zu durchschneiden, fördert die Neigung eines Eisbrechers, in Wellenberge einzutauchen.
Neue Schiffstechnologien der „Pod-Antriebe“, ein unter dem Rumpf elektrisch angetriebener Propeller, der um 360 Grad drehbar ist, ergeben auch für Eisbrecher mehr Fahrsicherheit auf hoher See, zusätzlich bessere Manövrierfähigkeit beim Eisbruch. Mit dieser Technik und mit einem normalen, schnittigen Bug ausgerüstete Schiffe besitzen ein Heck, das wie ein Eisbrecherbug geformt ist. Bei Eisgang drehen diese Schiffe um und brechen rückwärts mit voller Leistung durch das Eis. Diese Technologie wird beispielsweise von den Tankern des Tempera-Typs genutzt.

## Geschichte

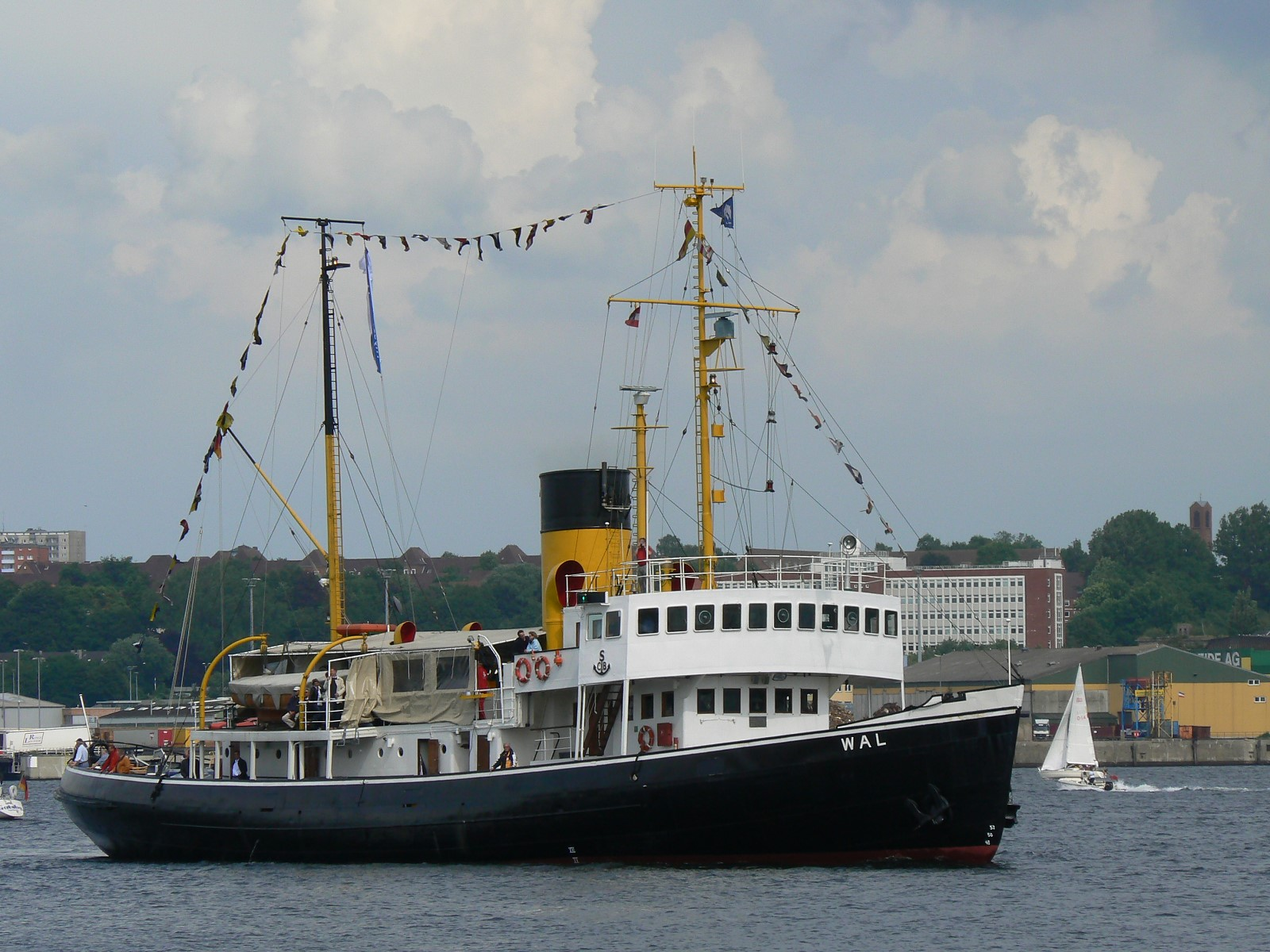
Dampf-Eisbrecher Wal, Bj. 1938

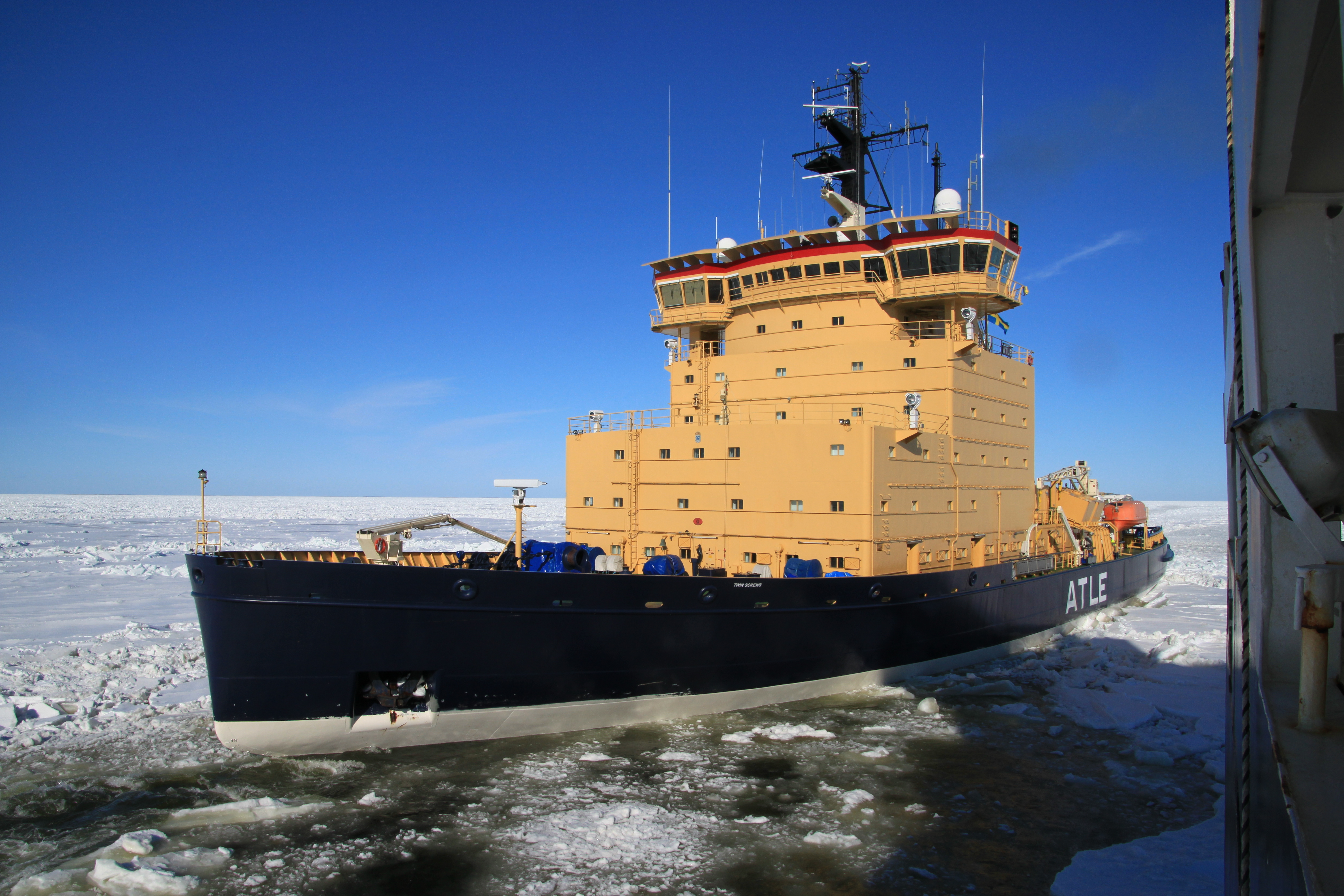
Der schwedische Eisbrecher Atle (Baujahr 1974) im nördlichen Bottnischen Meerbusen im März 2017

Die Häfen der Ostsee und des Nordmeers waren in der Vergangenheit im Winter häufig zugefroren. Die Schifffahrt kam zum Erliegen, die Schiffe wurden aufgelegt, die Besatzungen abgemustert. Nach der industriellen Revolution hingegen musste das in Form von Schiffen eingesetzte Kapital jedoch „arbeiten“, und ein mehrmonatiges Aufliegen war unter dem Druck der Märkte und der Konkurrenz wirtschaftlich nicht mehr tragbar. Man begann zu überlegen, wie die zugefrorenen Wasserwege auch im Winter offen gehalten werden konnten. Anfangs versuchte man mit reiner Handarbeit, also mit Sägen und kleinen Holzbooten mit Schneidkanten (sogenannten Eisewern) und schließlich sogar mit Sprengstoff, Fahrrinnen und Fahrwasser offen zu halten. Das war eine äußerst mühsame Arbeit, die oft über Nacht wieder zunichtegemacht wurde, wenn ein frischer Wind neue Packeismassen aufgetürmt hatte. Erst nach der Erfindung der Dampfmaschine und deren Einführung auch in der Schifffahrt wurden erste einfache, aber dennoch wirkungsvolle Eisbrecher entwickelt.
Der erste Eisbrecher war wahrscheinlich der Dampfschlepper City Ice Boat No. 1 von 1837, der erste eiserne die Pilot, die 1864 in Kronstadt zum Eisbrecher umgebaut wurde. Die positiven Erfahrungen führten schon 1868 zu einem Neubau nach dem Prinzip der Pilot: der mit 183 kW Leistung erheblich stärkeren Boi. Trotz der Erfolge und des starken Interesses in einigen Ostseeanrainerstaaten hatten die beiden Schiffe zunächst keine direkten Nachahmer. Im Eiswinter 1869/70 führte das Einfrieren von neun Dampfern auf der Elbe allerdings zu dem – erfolglosen – Versuch, die Pilot für Hamburg zu erwerben. Erst der folgende und nochmals erheblich schwerere Eiswinter führte in Hamburg zum Bau des Eisbrechers Comité/Eisbrecher No. 1, der im Dezember 1871 in Dienst gestellt wurde. Er war von dem Schiffskonstrukteur Carl Ferdinand Steinhaus entworfen und hatte einen löffelförmig geschwungenen flachen Bug, mit dem sich das Schiff aufs Eis schieben und danach das Eis durch sein Eigengewicht brechen konnte.
Als einer der ersten seegehenden Eisbrecher gilt der nach Plänen des Admirals Makarow entworfene Eisbrecher Jermak. Zu Beginn des 20. Jahrhunderts nahmen mehrere Länder speziell als Eisbrecher gebaute Schiffe für die Küstengewässer in Betrieb.
Der älteste erhaltene maschinenangetriebene Eisbrecher der Welt ist die finnische Tarmo, die 1907 in Newcastle upon Tyne gebaut wurde und letztmals 1970 zum Einsatz kam. Sie hat eine Antriebsleistung von 3.850 PS und eine Verdrängung von 2.300 t.
Mit Bau der Stettin kam dann erstmals der in Finnland entwickelte sogenannte Runeberg-Steven nach Deutschland.
Das erste zivile Reaktorschiff der Welt war der 1958 in Dienst gestellte sowjetische Eisbrecher Lenin (44.000 PS, 19.240 BRT, 3 Reaktoren à 90 MW thermischer Leistung). Zur sowjetischen „Arktika“-Klasse gehören die größten und leistungsstärksten atomgetriebenen Eisbrecher der Welt, mit einer Leistung von rund 55.000 kW (75.000 PS, 2 Reaktoren à 171 MW thermischer Leistung). In dieser Leistungsklasse wurden in der Sowjetunion zwischen 1975 und 1992 die Rossiya, Arktika, Sibir, Sovetskiy Soyuz und die Yamal gebaut. Sie können Eis von fünf Metern Dicke durchbrechen. Die Arktika erreichte 1977 als erstes Überwasserschiff den Nordpol. Zuvor war dies nur mit U-Booten gelungen.
Der größte je gebaute Eisbrecher ist die amerikanische Manhattan, ein zum Eisbrecher umgebauter Tanker. Sie durchfuhr 1969 als erster Tanker die Nordwestpassage.
Das deutsche Polarforschungsschiff Polarstern ist ebenfalls als Eisbrecher gebaut und kann 1,5 Meter dickes Eis durchfahren. Am 7. September 1991 erreichte dieses Schiff als erstes konventionell angetriebenes Schiff den Nordpol.
Im Jahr 2019 organisierte Rosatom zum Anlass des 60-jährigen Bestehens der nuklearen Eisbrecherflotte eine Spezialexpedition der 50 Let Pobedy zum Nordpol, auf welcher Schulkinder aus Russischen Atomstädten mitfahren durften. Kurz darauf erreichte der norwegische Eisbrecher Svalbard den Nordpol erstmals und etwas einfacher aufgrund der Rinne der 50 Let Pobedy.

## Eisbrechende Frachtschiffe

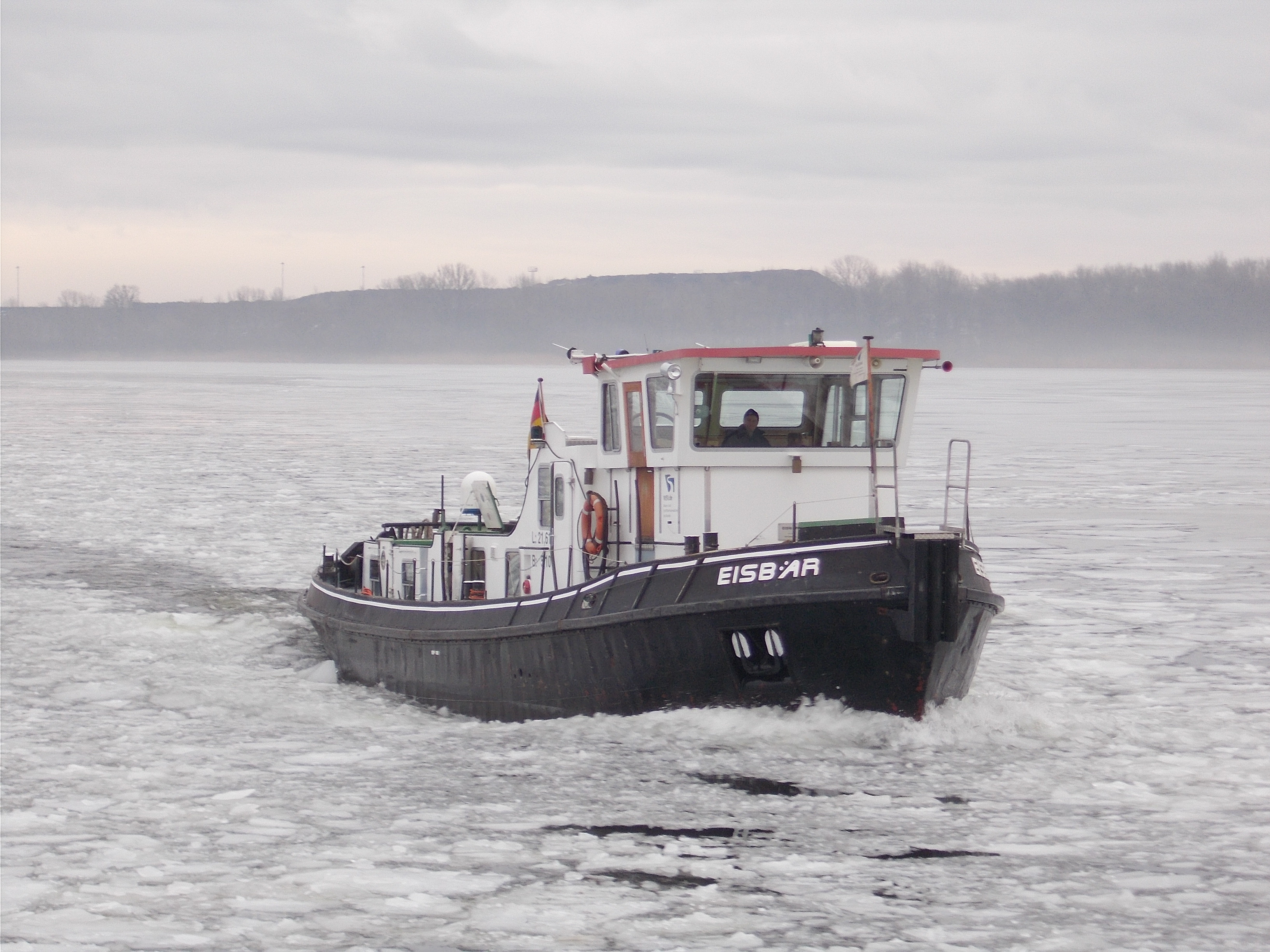
Binneneisbrecher auf der Havel

Um in arktischen Regionen Frachtschiffe bei mittleren Eisbedingungen auch ohne Unterstützung eines Eisbrechers einsetzen zu können, wurden in jüngerer Zeit erste eisbrechende Containerschiffe gebaut. So können russische Schiffe des Typs Aker ACS 650 in bis zu 1,5 m dickem Eis selbständig operieren. Auch die Sevmorput ist als nuklear getriebenes Frachtschiff in der Lage, Eis bis zu einer Dicke von 1 m zu brechen.

## Binneneisbrecher
Auch in der Binnenschifffahrt kommen Eisbrecher für den Aufbruch von Flüssen und Kanälen für die Schifffahrt sowie für den Aufbruch von Eisstaus im Bereich von Wehren und Schleusen zum Einsatz. In Deutschland werden nahezu sämtliche Binneneisbrecher durch die Wasserstraßen- und Schifffahrtsverwaltung des Bundes (WSV) betrieben.
Die Deutsche Binnenreederei GmbH verfügt zudem über einen sogenannten Eispflug, der den Einsatz von Schubverbänden auf zugefrorenen Kanälen ermöglicht.